# バッド・ヨーキン
アラン・デヴィッド・"バッド"・ヨーキン（Alan David "Bud" Yorkin, 1926年2月22日 - 2015年8月18日）は、アメリカ合衆国の映画及びテレビのプロデューサー、監督、脚本家、俳優である。

## 生い立ちと学歴
ペンシルベニア州ワシントンで生まれる。ピッツバーグのカーネギー工科大学（現在のカーネギーメロン大学）で工学の学位を取得する

## キャリア
1954年にNBCの15分のバラエティ番組『The Tony Martin Show』を製作する。1955年、ハル・マーチらが出演する30分のミリタリー・コメディ『The Soldiers』の製作・監督を務める。1956年、テネシー・アーニー・フォードの30分のコメディ『The Ford Show』のプロデューサー・監督に就任する。
1958年、ヨーキンは脚本家・プロデューサーのノーマン・リアと組んでタンデム・プロダクションズを設立し、1960年代から1971年までにユナイテッド・アーティスツやワーナー・ブラザースといったメジャースタジオの下で多くの映画やテレビ番組を製作した。さらにヨーキンは1958年に監督・製作を務めたテレビスペシャル『An Evening With Fred Astaire』でエミー賞を獲得する。1970年代には『オール・イン・ザ・ファミリー』、『Maude』、『Good Times』、『Sanford and Son』といったシットコムを製作する。リアと別れた後にヨーキンはバッド・ヨーキン・プロダクションズを設立する。最初に手掛けたシットコム『Grady』は『Sanford and Son』の派生作品であったが失敗に終わった。1976年、彼はソル・タートルトーブとバーニー・オレンスタイン（『Sanford and Son』を製作）と共にTOYプロダクションを設立し、『What's Happening!!』や『Carter Country』をヒットさせる。TOYプロダクションズは1979年にコロンビア・ピクチャーズ・テレビジョンによって買収される。
1999年彼とリアはテレビの媒体を通して女性の認識を高めた創造的な作品の卓越性と革新性が認められてルーシー賞が授与された。

## 私生活
1954年にフェミニズム活動家のペグ・ヨーキンと結婚し、後にニコールをもうけるが1986年に離婚する。ニコールもまたテレビプロデューサー・脚本家となる。1989年に女優・モデルのシンシア・サイクスと再婚する。ヨーキンは2015年8月18日に89歳で亡くなった。ウィルシャー・ブルバード・テンプルのメンバーであった。

## 主なフィルモグラフィ
- ナイスガイ・ニューヨーク Come Blow Your Horn (1963) 監督
- Divorce American Style (1967) 監督
- クルーゾー警部 Inspector Clouseau (1968) 監督
- 004/アタック作戦 Start the Revolution Without Me (1970)[8] 監督
- おかしなおかしな大泥棒 The Thief Who Came to Dinner (1973) 監督・製作
- ブレードランナー Blade Runner (1982) 共同製作総指揮（クレジット無し）
- 燃えてふたたび Twice in a Lifetime (1985) 監督・脚本
- ミスター・アーサー2 Arthur 2: On the Rocks (1988) 監督
- わかれ路 Intersection (1994) 製作
- ブレードランナー 2049 Blade Runner 2049 (2017) 製作